# Cheilanthes gresia
Cheilanthes gresia là một loài dương xỉ trong họ Pteridaceae. Loài này được Blanf. mô tả khoa học đầu tiên năm 1886.
Danh pháp khoa học của loài này chưa được làm sáng tỏ. 